# Stätte des Tunnelkriegs von Ranzhuang
Die Stätte des Tunnelkriegs von Ranzhuang (chinesisch 冉庄地道战遗址, Pinyin Rǎnzhuāng dìdàozhàn yízhǐ) in dem Dorf Ranzhuang des Kreises Qingyuan der chinesischen Provinz Hebei ist eine Gedenkstätte für den Tunnelkrieg des Jahres 1942 im Zweiten Japanisch-Chinesischen Krieg. Das Tunnelsystem hat eine Länge von ca. 15 Kilometern. Die Gedenkstätte wurde 1959 eröffnet.
Die Stätte des Tunnelkriegs von Ranzhuang steht seit 1961 auf der Liste der Denkmäler der Volksrepublik China (1-29).